# تور بسکتبال

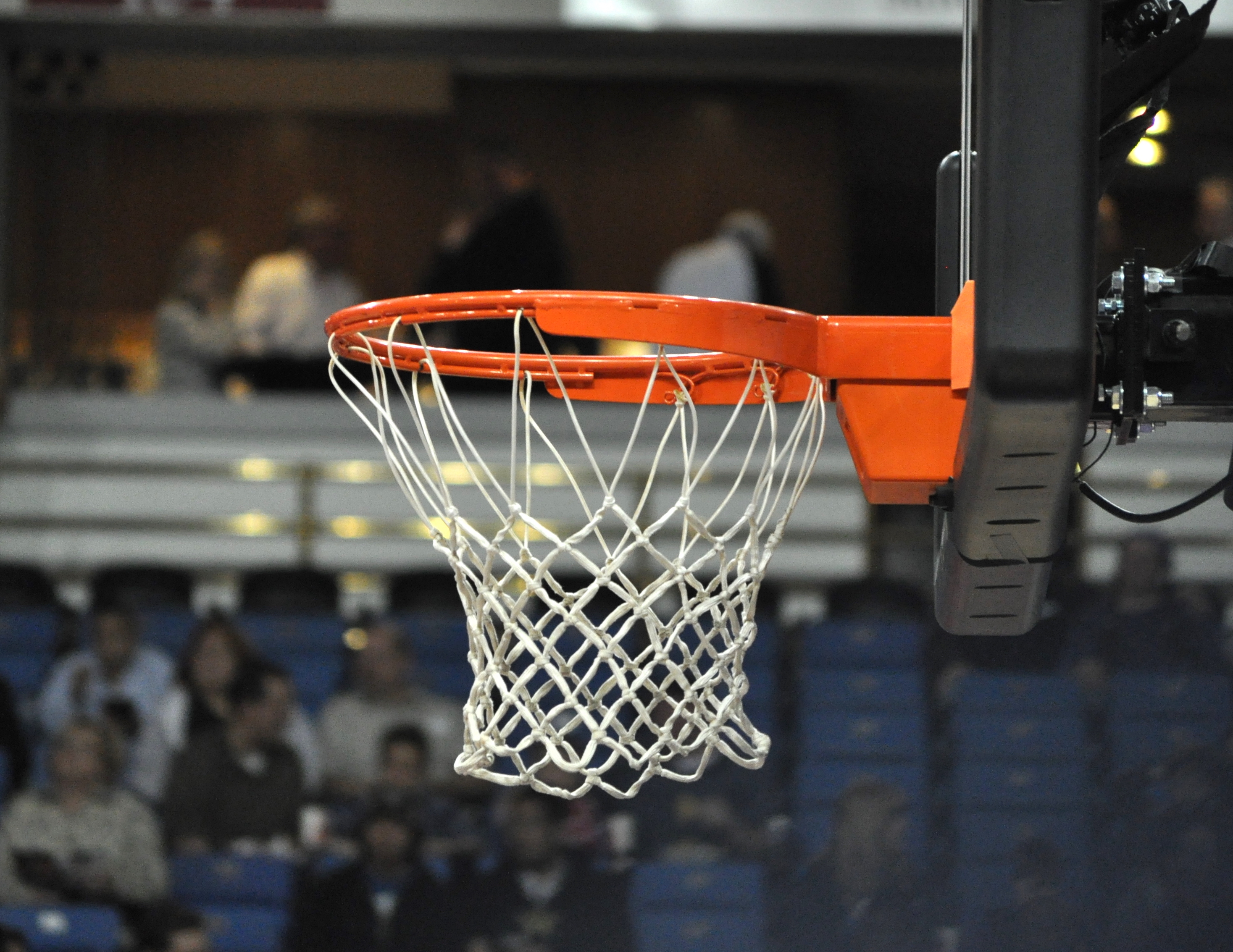
تور بسکتبال (سبد، حلقه) معمولی که به بک‌بورد متصل است.

تور، سبد یا حلقه (به انگلیسی: Basket) یکی از تجهیزات بسکتبال است که از حلقه و تور تشکیل شده است و از بک‌بورد آویزان است. اولین سبد بسکتبال، یک سبد هلو بود که توسط جیمز نیسمیت استفاده شد. قسمت پایین از سبد بریده شد و سبد در نهایت با یک حلقه فلزی و تور جایگزین شد.